# Kevin Curran
Kevin Curran (27 de febrero de 1957-25 de octubre de 2016) fue un guionista de televisión estadounidense. 

## Carrera
Escribió episodios para Late Night with David Letterman, Married with Children y Los Simpson. También hizo la voz del perro Buck en Married...with Children. En febrero de 2004, él y su pareja, la escritora británica Helen Fielding (autora de El diario de Bridget Jones), tuvieron un hijo al que llamaron Dashiell Michael y el 16 de julio de 2006 tuvieron una hija.
Falleció el 25 de octubre de 2016 a los 59 años de edad a causa de cáncer.

## Filmografía

### Productor
- Los Simpson (coproductor ejecutivo) (15 episodios, 2003-2008) (asesor de producción) (2 episodios, 1998)
- Married with Children (productor supervisor) (51 episodios, 1991-1993) (productor) (15 episodios, 1990-1991)

### Escritor
- Los Simpson (6 episodios, 2002-2008)
- The Good Life (1994) Serie (episodios desconocidos)
- Married with Children (11 episodios, 1990-1993)
- The Earth Day Special (1990) (segmento de Married with Children)
- Late Night with David Letterman: 6th Anniversary Special (1988) (escritor)
- Late Night with David Letterman (1982) Serie (episodios desconocidos)